# Ђурђиш (Муреш)
Ђурђиш (рум. Giurgiș) насеље је у Румунији у округу Муреш у општини Кецани. Oпштина се налази на надморској висини од 406 m.

## Становништво
Према подацима из 2002. године у насељу је живело 19 становника.

### Попис2002.
| Расподела становништва по националности 2002.‍ | Расподела становништва по националности 2002.‍ | Расподела становништва по националности 2002.‍ | Расподела становништва по националности 2002.‍ | Расподела становништва по националности 2002.‍ |
| --------------------------------------------- | --------------------------------------------- | --------------------------------------------- | --------------------------------------------- | --------------------------------------------- |
|                                               |                                               |                                               |                                               |                                               |
| Румуни                                        | Румуни                                        |                                               | 8                                             | 42,1%                                         |
| Мађари                                        | Мађари                                        |                                               | 11                                            | 57,9%                                         |